# Saxònia-Anhalt
Saxònia-Anhalt (en alemany Sachsen-Anhalt [ˈsaːksn̩ anˈhalt]) és un dels 16 Bundesländer (estats federals) d'Alemanya.

## Subdivisió Administrativa

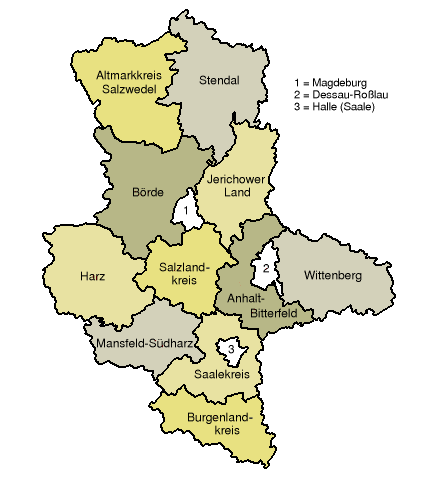
Mapa dels districtes de Saxònia-Anhalt després de la reforma del 2007

Saxònia-Anhalt es divideix en 11 districtes (Landkreise) i tres districtes urbans o ciutats independen de districte (Kreisfreie Städte),
| Districtes rurals i districtes urbans | Capital (Kreisstadt) | Matrícula | Població (31.06.2012) | Superfície (km²) | Habitants per km² |
| Altmarkkreis Salzwedel                | Salzwedel            | SAW       | 88 055                | 2.292,52         | 38                |
| Anhalt-Bitterfeld                     | Köthen               | ABI       | 173 138               | 1 453,71         | 119               |
| Bördekreis                            | Haldensleben         | BK        | 176 699               | 2 366,19         | 75                |
| Burgenlandkreis                       | Naumburg             | BLK       | 190 545               | 1 413,36         | 135               |
| Dessau-Roßlau                         | –                    | DE        | 85 329                | 244,62           | 349               |
| Halle (Saale)                         | –                    | HAL       | 233 107               | 135,02           | 1 726             |
| Harz                                  | Halberstadt          | HZ        | 228 030               | 2 104,00         | 108               |
| Jerichower Land                       | Burg                 | JL        | 94 776                | 1 576,66         | 60                |
| Magdeburg                             | –                    | MD        | 232 203               | 200,95           | 1 156             |
| Mansfeld-Südharz                      | Sangerhausen         | MSH       | 147 036               | 1 448,60         | 102               |
| Saalekreis                            | Merseburg            | SK        | 194 180               | 1 433,22         | 135               |
| Salzlandkreis                         | Bernburg (Saale)     | SLK       | 205 672               | 1 425,86         | 144               |
| Landkreis Stendal                     | Stendal              | SDL       | 119 470               | 2 422,96         | 49                |
| Landkreis Wittenberg                  | Wittenberg           | WB        | 134 622               | 1 929,89         | 70                |
| Saxònia-Anhalt                        | Magdeburg            | LSA       | 2 302 862             | 20 446,31        | 113               |

Dessau-Roßlau va formar per la fusió de Dessau i Roßlau (01.07.2007).
Del 1990 al 2003 Saxònia-Anhalt va estar dividida en tres regions administratives (Regierungsbezirk), el gener del 2004 va passar a estar dividida en 21 districtes (Kreis) i després de la darrera reforma territorial, del juliol del 2007, el land va quedar organitzat en 11 districtes rurals i tres districtes urbans.

## Llista de ministres presidents de Saxònia-Anhalt
| Ministres-Presidents de Saxònia-Anhalt                         | Ministres-Presidents de Saxònia-Anhalt | Ministres-Presidents de Saxònia-Anhalt | Ministres-Presidents de Saxònia-Anhalt | Ministres-Presidents de Saxònia-Anhalt | Ministres-Presidents de Saxònia-Anhalt |
| Núm.                                                           | Nom                                    | Naixement-Mort                         | Partit                                 | Inici de mandat                        | Fi de mandat                           |
| -------------------------------------------------------------- | -------------------------------------- | -------------------------------------- | -------------------------------------- | -------------------------------------- | -------------------------------------- |
| 1                                                              | Erhard Hübener                         | 1881–1952                              | LDPD                                   | 3 de desembre de 1946                  | 13 d'agost de 1949                     |
| 2                                                              | Werner Bruschke                        | 1898–1995                              | SED                                    | 13 d'agost de 1949                     | 31 de juliol de 1952                   |
| Entre 1952 i 1990, l'estat de Saxònia-Anhalt va restar abolit. |                                        |                                        |                                        |                                        |                                        |
| 3                                                              | Gerd Gies                              | *1943                                  | CDU                                    | 28 d'octubre de 1990                   | 4 de juliol de 1991                    |
| 4                                                              | Werner Münch                           | *1940                                  | CDU                                    | 4 de juliol de 1991                    | 28 de novembre de 1993                 |
| 5                                                              | Christoph Bergner                      | *1948                                  | CDU                                    | 28 de novembre de 1993                 | 21 de juliol de 1994                   |
| 6                                                              | Reinhard Höppner                       | 1948-2014                              | SPD                                    | 21 de juliol de 1994                   | 16 de maig de 2002                     |
| 7                                                              | Wolfgang Böhmer                        | *1936                                  | CDU                                    | 16 de maig de 2002                     | 19 d'abril de 2011                     |
| 8                                                              | Reiner Haseloff                        | *1954                                  | CDU                                    | 19 d'abril de 2011                     | actualitat                             |